# Дурыкино (Можайский район)
Дурыкино — деревня в Можайском городском округе Московской области. Численность постоянного населения по Всероссийской переписи 2010 года — 75 человек.

## Расположение
Деревня расположена на западе городского округа:
- приблизительно в 45 км к западу от Можайска;
- в 15 км к северо-западу от Уваровки;
- примерно в 1 км от границы Московской и Смоленской области, на пути Старой Смоленской дороги[4].

Дурыкино непосредственно не граничит с какими-либо населёнными пунктами, однако примерно в 1-2 км от деревни располагаются:
- на севере — деревня Юрятино;
- на востоке — деревня Бутырки;
- на юго-востоке — деревня Михалёво и СНТ «Сигнал».

## Рельеф и гидрография
Высота центра над уровнем моря — 269 м. Деревня имеет неровный рельеф: южная часть находится на возвышении, спускаясь к пойме Москва-реки.
Деревня располагается на левом берегу Москва-реки, которая протекает в районе северной границы населённого пункта. На востоке, между Дурыкино и Бутырками, располагается Михалёвское озеро, с созданным в 2007 году памятником природы регионального значения «Котловина Михалёвского озера».

## История
Упоминание о деревне на картах присутствует ещё с XVIII века. До 1929 года неоднократно переходила из состава Смоленской губернии в состав Московской.
В 1929—1959 годах в составе Уваровского района Московской области.
До 2006 года Дурыкино входило в состав Дровнинского сельского округа, до 2018 года — в состав Дровнинского сельского поселения.

## Инфраструктура
Дурыкино не имеет разделения на улицы, нумерация домов сплошная. На территории деревни располагается мачта сотовой связи.
Восточнее деревни располагается территория Дровнинского карьера.
Ранее рядом с Дурыкино располагались угодия и инфраструктура отделения «Приданцево» племзавода «Петровское» (г. Лыткарино). Земли племзавода перешли в собственность ООО «Можайские карьеры», а затем, после банкротства общества, были проданы с торгов частному собственнику.

## Транспорт
Деревня является конечной для некоторых маршрутов автобусов №40 Мострансавто, следующих из Можайска или Уваровки (в зависимости от времени суток).

## Фотогалерея

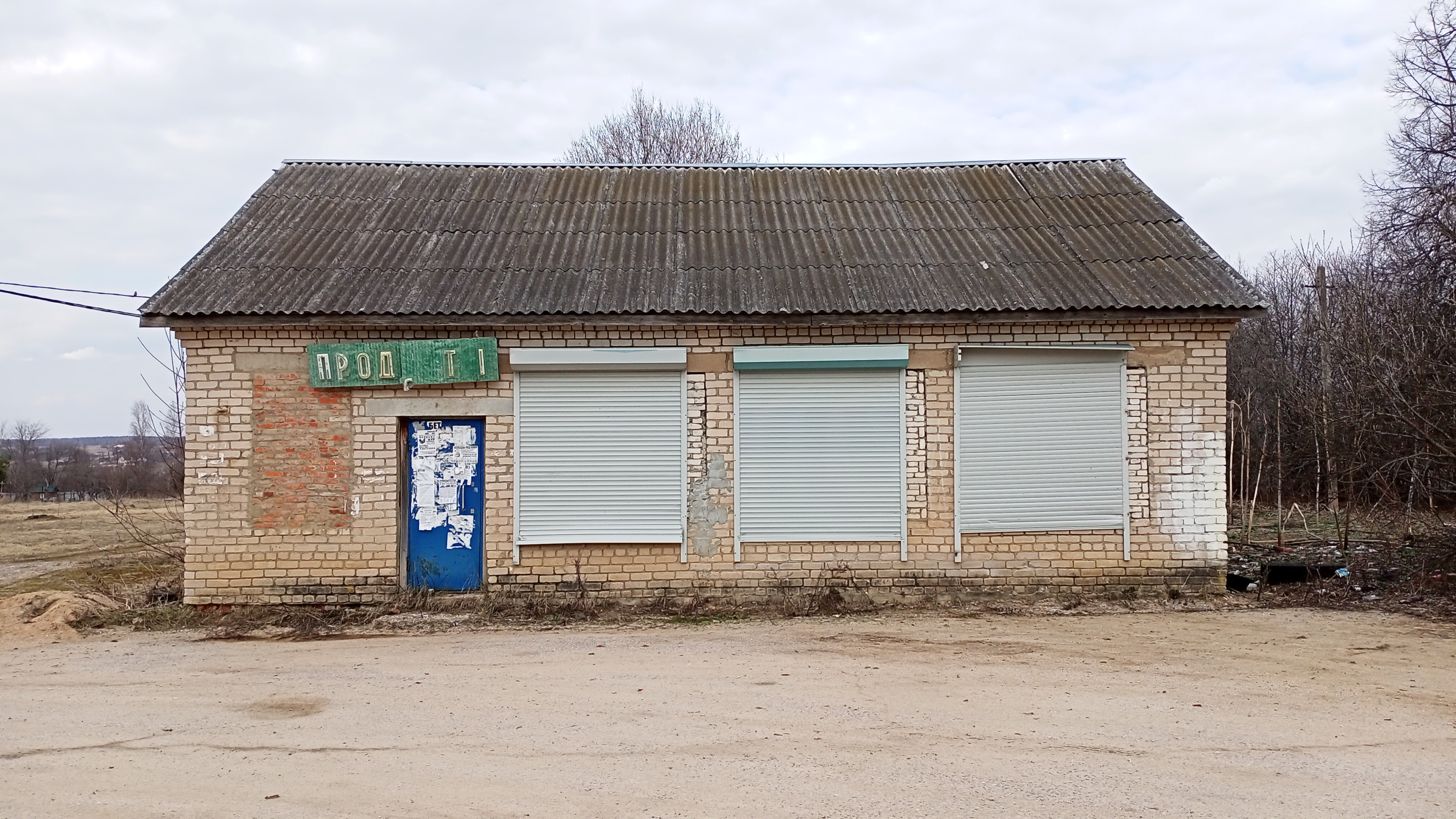
Здание закрытого продуктового магазина
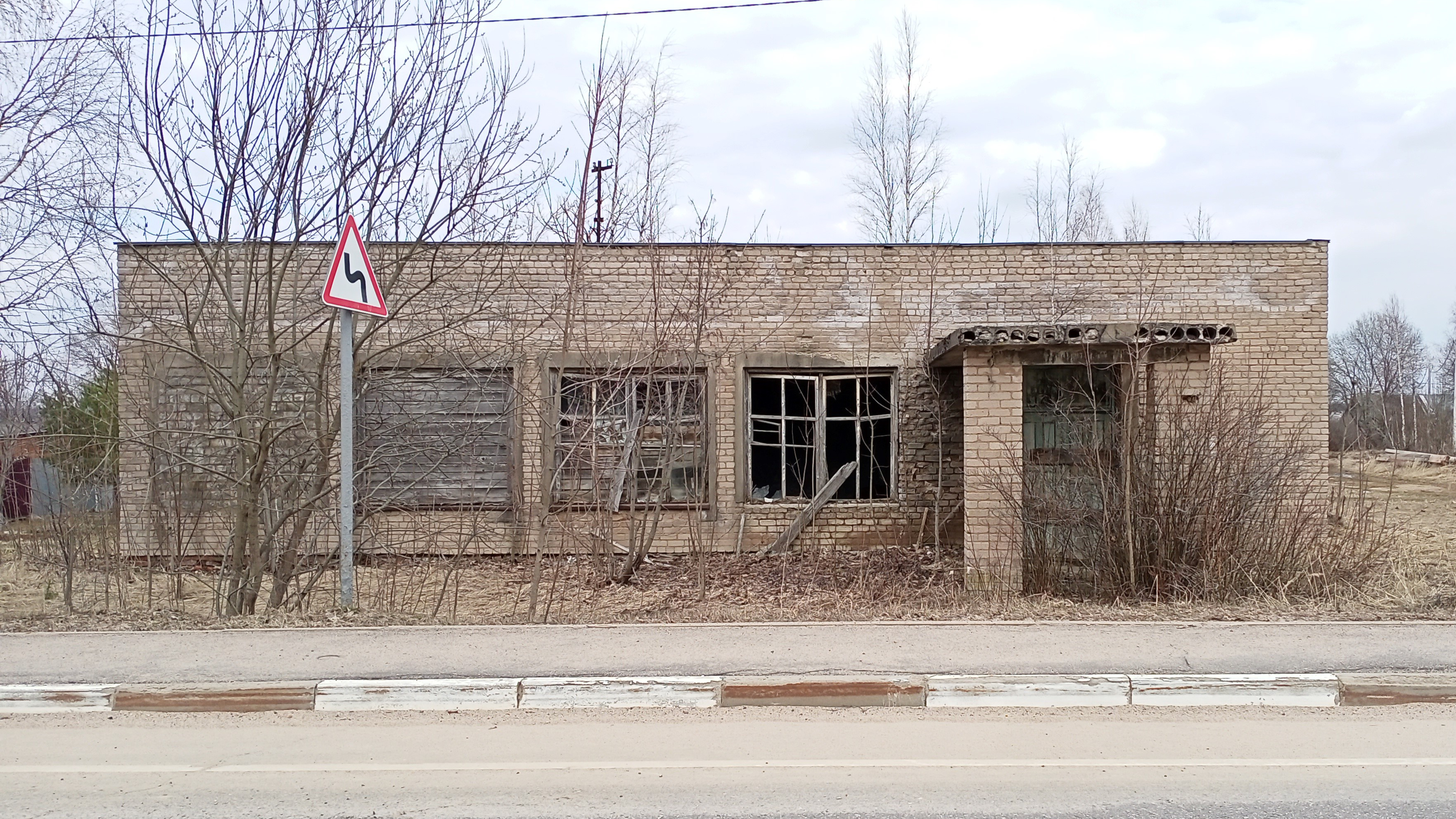
Здание бывшего управления совхоза
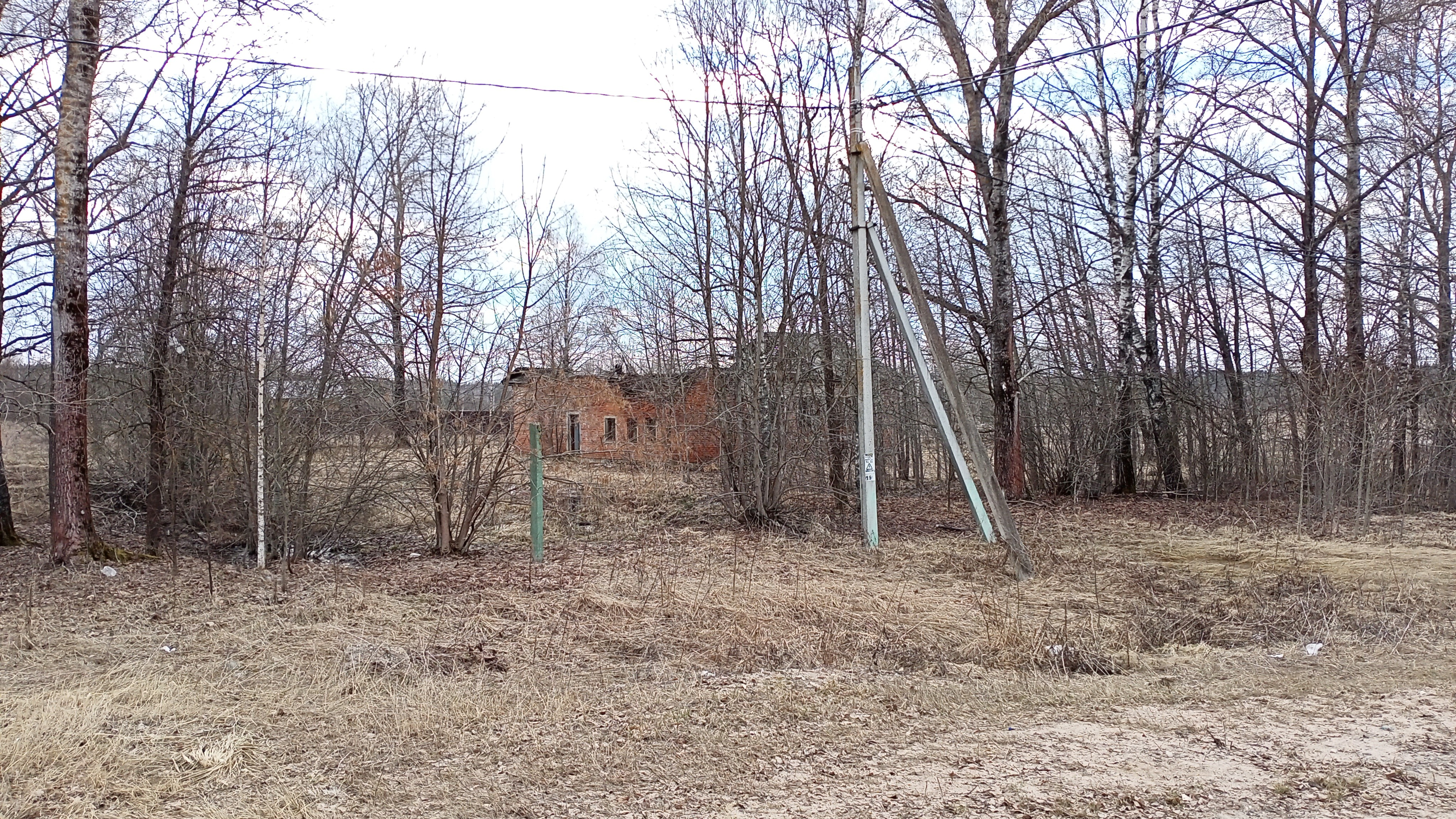
Здание бывшей начальной школы
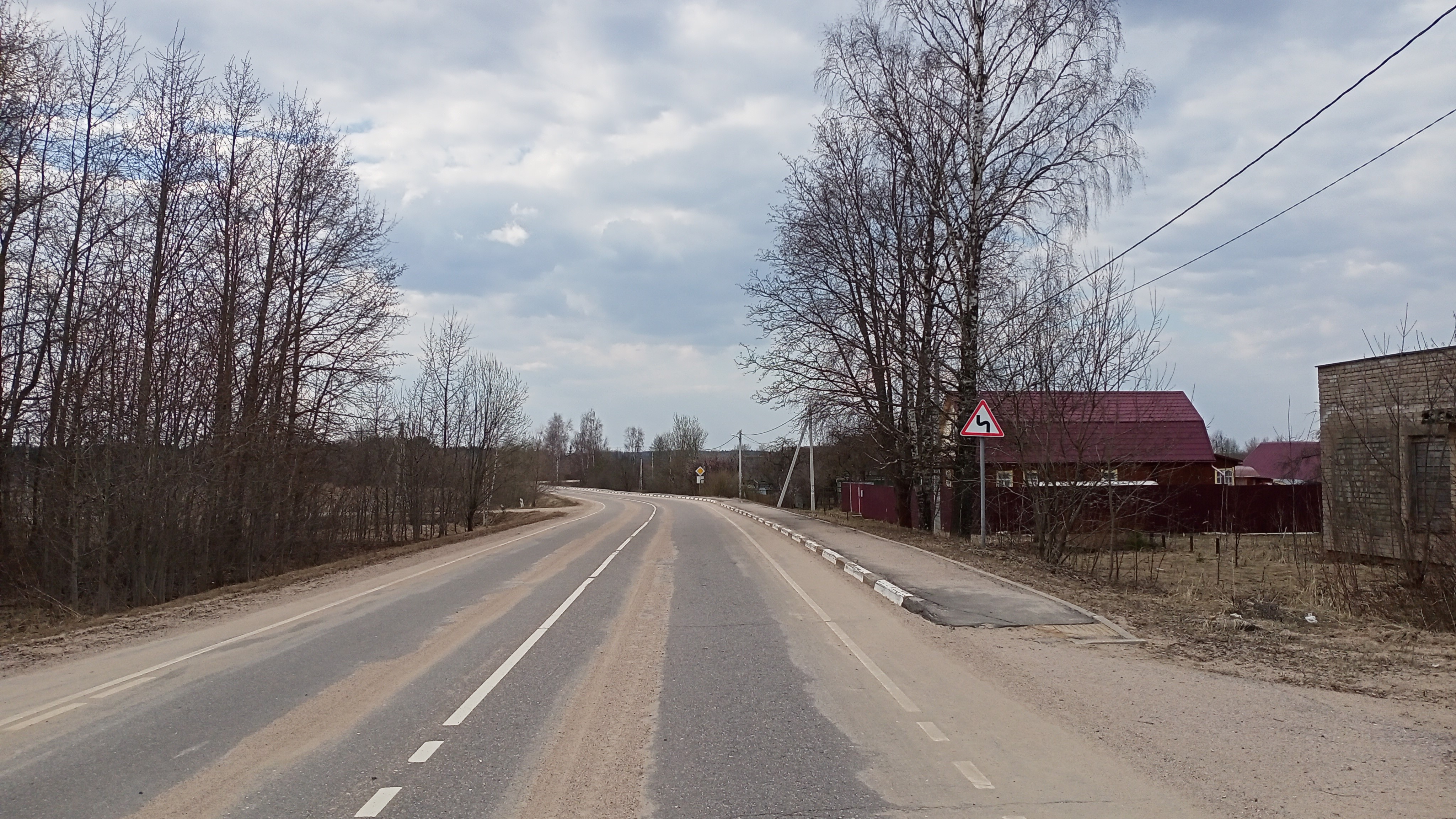
Старая Смоленская дорога, проходящая через Дурыкино. Вид на запад в сторону Смоленской области
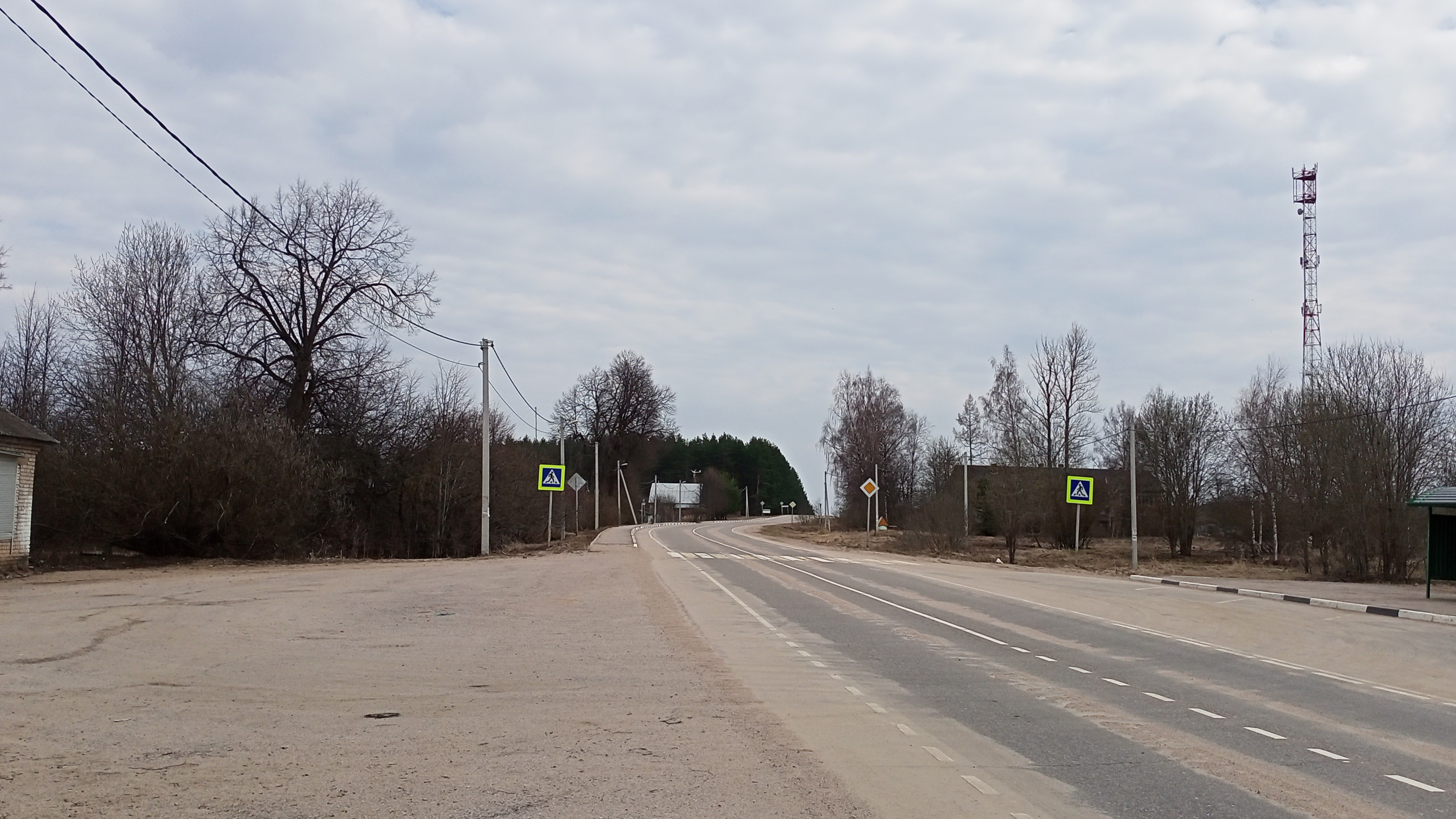
Старая Смоленская дорога, проходящая через Дурыкино. Вид на восток